# キルヒエーレンバッハ
キルヒエーレンバッハ (ドイツ語: Kirchehrenbach) は、ドイツ連邦共和国バイエルン州オーバーフランケン行政管区のフォルヒハイム郡に属す町村（以下、本項では便宜上「町」と記述する）で、キルヒエーレンバッハ行政共同体の本部所在地。

## 地理

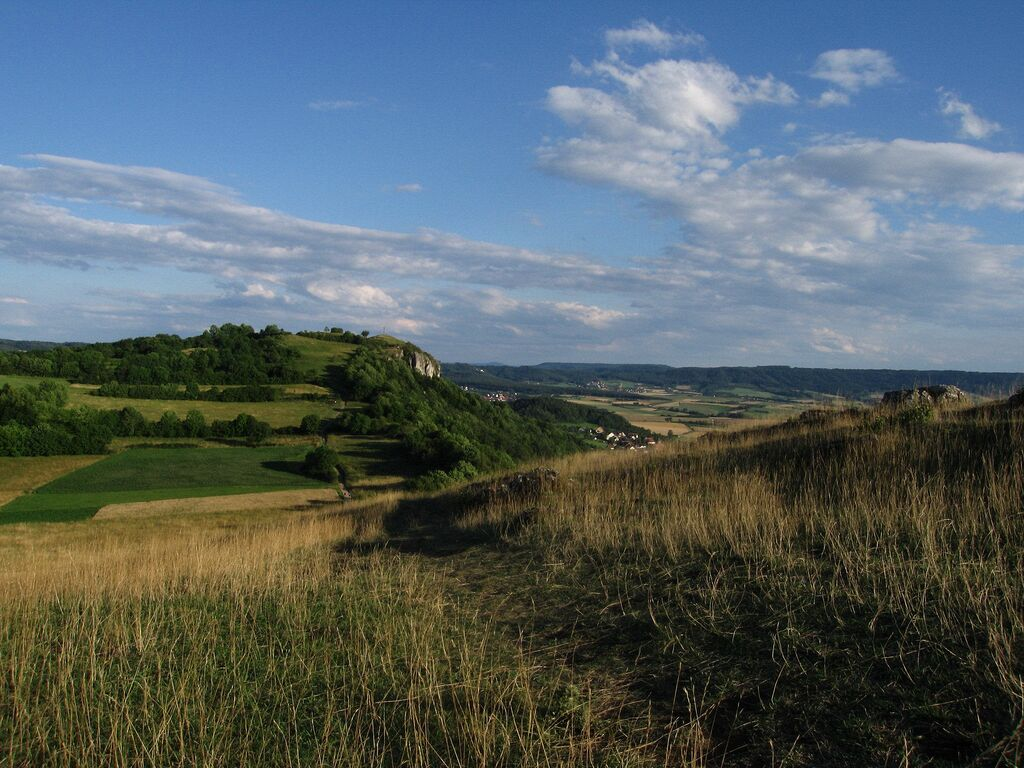
ヴァルベルラからの眺望

この町は、エーレンビュルク（ヴァルベルラ）の麓に位置する。

### 自治体の構成
この町は、公式には2つの地区 (Ort) からなる。このうち、集落は首邑のキルヒエーレンバッハのみである。

## 歴史
最初に文献で言及されるのは、1089年で、“Arinbach”と記載されている。キルヒエーレンバッハは、1803年までバンベルク司教領に属し、ナポレオン戦争に伴う改革の時代にバイエルン王国に編入された。

## 行政
キルヒエーレンバッハの議会は、首長を含む15議席で構成される。

### 紋章
図柄: 基部は赤地に銀の波帯。その上部は、青地で銀の山に一本の塔をもつ赤い屋根の銀色の教会。

### 友好都市
- ハッセル （ドイツ、ニーダーザクセン州、ニーンブルク/ヴェーザー郡）

## 文化と見所
- エーレンビュルク自然保護区
- 聖バルトロメ教区教会

## 関連記事
- フレンキシェ・シュヴァイツ

## 引用
1. ↑  https://www.statistikdaten.bayern.de/genesis/online?operation=result&code=12411-003r&leerzeilen=false&language=de Genesis-Online-Datenbank des Bayerischen Landesamtes für Statistik Tabelle 12411-003r Fortschreibung des Bevölkerungsstandes: Gemeinden, Stichtag (Einwohnerzahlen auf Grundlage des Zensus 2011)
2. ↑  Bayerische Landesbibliothek Online